# Мендзижече-Дольне
Мендзижече-Дольне (пол. Międzyrzecze Dolne, нім. Nieder Kurzwald) — село в Польщі, у гміні Ясениця Бельського повіту Сілезького воєводства.
Населення — 1077 осіб (2011).
У 1975-1998 роках село належало до Бельського воєводства.

## Демографія
Демографічна структура станом на 31 березня 2011 року:
|          | Загалом | Допрацездатний вік | Працездатний вік | Постпрацездатний вік |
| -------- | ------- | ------------------ | ---------------- | -------------------- |
| Чоловіки | 552     | 128                | 389              | 35                   |
| Жінки    | 525     | 117                | 329              | 79                   |
| Разом    | 1077    | 245                | 718              | 114                  |